# Nemzetközi Afrika-szövetség
A Nemzetközi Afrika-szövetség (Association Internationale Africaine) szervezet II. Lipót belga király kezdeményezésére alakult meg, látszólag humanitárius célokból, de igazából a Kongó-folyó mellett fekvő területek megszállása és kiaknázása céljából. A társaság által elfoglalt és ellenőrzött területen alakult meg később Lipót személyes felügyelete alatt a Kongói Szabadállam, amelyet 1908-ban a belga állam vont ellenőrzése alá Belga Kongó néven. Ma ezen a területen a Kongói Demokratikus Köztársaság található.

## A társaság története
A Nemzetközi Afrika-szövetséget 1876-ban a brüsszeli földrajzi konferencián hozták létre, amelyet II. Lipót szervezett negyven ismert földrajztudós és filantróp részvételével. A szövetséget a konferencia résztvevőinek részvételével alapították és a tervek szerint tudományos és humanitárius feladatokat látott volna el Afrikában. Idővel azonban Lipót befolyása alá került és anyagi érdekeinek kiszolgálására összpontosította tevékenységét.
A szövetség bejelentett célkitűzései között szerepelt a Kongó folyó vidékének feltárása, valamint a helyi lakosság civilizálása. A szövetségben részt vevő európai országok, bár elvileg közösen kellett volna részt venniük a szövetség munkájában, hamarosan létrehozták saját nemzeti társaságaikat a Kongó vidékének feltérképezésére és kizsákmányolására és számos expedíciót indítottak (amelynek eredményeit elvileg meg kellett volna osztaniuk a többi résztvevővel). Mivel a gazdasági-pénzügyi érdekek miatt egyre kevesebb volt az együttműködés és az információ-megosztás, minden európai állam nekilátott, hogy az általa felügyelt területeket gyarmattá szervezze.
A szövetségen keresztül bízta meg Lipót személyes barátját, Henry Morton Stanley amerikai újságírót és Afrika-kutatót, hogy 1879 és 1884 között feltérképezze a Kongó-vidéket. Stanley titkos utasításai alapján szerződéseket kötött a helyi törzsekkel, amelyekben azok eladták vagy felajánlották földjeiket a szövetségnek. Stanley expedíciójával egyidőben a francia tengerésztiszt, Pierre Savorgnan de Brazza a Kongó-medence nyugati részét kutatta fel és 1881-ben megalapította Brazzaville városát. Portugália, amely szintén érdekelt volt a terület felkutatásában a már megszűnt Kongói Királysággal kötött szerződései révén, igyekezett elejét venni a franciák és a társaság terjeszkedésének, és 1884. február 26-án megegyeztek a britekkel, hogy meggátolják a szövetség által birtokolt területek kiterjesztését az Atlanti-óceán partvidékére.
Ezzel egyidőben minden európai nagyhatalom igyekezett kiterjeszteni gyarmataikat Afrikában: a franciák megszállták Tunéziát és a mai Kongói Köztársaságot 1881-ben, Guineát 1884-ben. 1882-ben Nagy-Britannia megszállta a névleg független Egyiptomot, valamint ezen keresztül Szudánt és Szomália egyes részeit. 1870-ben és 1882-ben Olaszország elfoglalta Eritrea és Etiópia részeit, míg Németország 1884-ben bejelentette védnökségét Togó, Kamerun és Délnyugat-Afrika (ma Namíbia) felett.
Az egymással ellentétes nemzeti érdekek, a nagyhatalmak rivalizálása miatt a szövetség működése lehetetlenné vált és ez vezetett végül az 1884-85-ös berlini konferenciához, amelyen az európai országok felosztották egymás között Afrikát. 
A szövetség kudarca ellenére a Belgiumban létrehozott nemzeti társaság folytatta a Kongó-vidék feltárását, látszólag „humanitárius” célokból. 1878-ban a nemzetközi szövetség mellett létrejött a Nemzetközi Kongó Társaság (International Congo Society), amelynek célja a terület gazdasági kincseinek kiaknázása volt. Lipót király titokban kivásároltak a Társaság külföldi befektetőit és saját magánbirodalmának kialakítására használta fel azt. Az 1885-ben Berlinben kötött nagyhatalmi egyezség végül személyes felügyelete alá utalta a több, mint 2 millió négyzetkilométeres kongói gyarmatot, ahol Lipót létrehozta a Kongói Szabadállamot.

## Kapcsolódó szócikk
- Kongó Reformszövetség